# Low Oulton
Low Oulton var en civil parish från 1866 till 1892 då den blev en del av Little Budworth, i grevskapet Cheshire, i England. Civil parish var belägen 11 km från Northwich och hade 47 invånare år 1881.